# De Tiense Straatmuzikanten
De Tiense Straatmuzikanten is een Tiense folkgroep.
De groep bestaat uit zanger Herman Vandermeulen en accordeonspeler Guy Puyneers (20.05.1960 - †15.10.2015).
Reeds in de jaren zeventig traden zij op onder de naam "In 't Vroede, in 't Sotte, en in Amoureuze", en als "Hello". 
Naast Vandermeulen was er gitarist Luc Rawoe en accordeonspeler, auteur-componist en zanger Lode Vlayen. Rawoe moest wegens gezondheidsproblemen afhaken. Vlayen gaf de fakkel door aan zijn neef Guy.
Zij brengen volksmuziek in het Tiens dialect. Hun repertoire bestaat uit zelfgemaakte liedjes en oude streekgebonden volksliederen.

## Repertoire
De groep heeft drie cd's gemaakt:
1. Spaile bè de mais ("Spelen met de knikkers") (1996)
2. Gelèk às oep ne bou zjelêê ("Als op een boterham met confituur") (2002)
3. Tienen, Tintelende Stad (2007)

## Tumulilied
In het kader van de Monumentenwedstrijd in Vlaanderen maakten de Tiense Straatmuzikanten eind 2006 een tumuliliejd. Geïnspireerd door het verhaal achter de Romein Marcus Probius Burrus, schreven zij een lied in het Tiense dialect over de drie tumuli. In vier strofes wordt zijn leven met een knipoog beschreven.